# Archidiocèse de Lund
L'archidiocèse de Lund était l'ancien district catholique de Suède à la fin du Moyen Âge. Son siège se situait à la cathédrale de Lund. L'archidiocèse a existé du XIe siècle à la Réforme protestante.

## Historique
Le diocèse de Lund fut formé en 1060, dans ce qui était alors le royaume du Danemark, par séparation du diocèse catholique de Roskilde. Les provinces de la Scanie et du Halland furent placées sous sa juridiction, tandis que les deux autres provinces de la Terra Scaniae, le Blekinge et l'île de Bornholm, faisaient partie du provisoire diocèse de Dalby, qui sera fusionné avec celui de Lund dès 1067.
En 1104, le diocèse de Lund devint « archidiocèse du Danemark, de Norvège et de Suède ». La Norvège obtint toutefois son propre archidiocèse de Nidaros en 1153, et la Suède celui d'Uppsala en 1164. Ce dernier restera toutefois longtemps sous l'autorité nominale de Lund.
Lors de la Réforme, en 1536, la charge d'archevêque est supprimée au Danemark, et Lund est ramené au statut de simple diocèse luthérien.